# ザーミン
ザーミン (ラテン文字:Zomin, Zaamin、ウズベク語: Zomin / Зомин、ロシア語: Заамин) はウズベキスタン・ジザフ州の町である。州都のジザフからは東南東に約55kmの地点に位置する。2012年の人口は29,874人となっている。

## 概要
街の付近にはウズベキスタン最初の国立公園、ザーミン国立公園がある。また、街のサッカークラブとしてFKザーミンがウズベク・リーグ2部に所属している。